# Lükő Gábor
Lükő Gábor, Becker (Komárom, 1909. november 4. – Budapest, 2001. április 21.) Kossuth-díjas (2001) magyar néprajzkutató, szociálpszichológus. Több könyvet írt, fő műve a néprajzi tárgyú A magyar lélek formái című.

## Élete
1909-ben született Komáromban, egyetemi tanulmányait Budapesten és Bukarestben végezte. 1933-ban Dimitrie Gusti kutatócsoportjaival vett rész falukutatásban, Brǎiloiu mellett dolgozott, folklór-, néprajzi és szociológiai anyagokat gyűjtött. 1936-ban doktorált; 1937-től 1945-ig a Déri Múzeum munkatársa volt, 1946-tól egyetemi magántanár, 1950-1970 között a gyulai, bajai és kiskunfélegyházi múzeumokban dolgozott. Tanulmányai hazai és külföldi folyóiratokban is megjelentek.
Legfontosabb önálló könyvei: ld. itt; ezek közül kiemelkedik A magyar lélek formái, melyen élete nagy részén keresztül dolgozott: bővítette, javítgatta.
A néprajz területén tudományterületek közti (interdiszciplináris) jellegű összegzésre törekedett a népzene-, népköltészet-, népművészet-kutatás területén, nemcsak Magyarország kisebbségi és többségi nemzetiségei, hanem a finnugor és török jellegű népek között is. A Magyar néprajzi lexikon.  szerint „Szűkebb kutatási területe a népzene, népköltészet és népművészet formai elemzése és kelet-európai összehasonlítása.” Munkáin – noha antifasizmusát, tehetségét és becsületességét (utóbb) méltányolták – marxista kritikusai „idealista beütéseket” véltek felfedezni (ti. Lükő nem tartozott a marxisták közé), Magyarországon sem a germán, sem szovjet-szláv tudományos dominancia idején nem tartozott – úgymond – a legtöbbet dicsért tudósok közé; 1948-ban a felsőoktatásban lezajló ideológiai tisztogatás, és ezzel összefüggően a Társaslélektani Intézet megszüntetése miatt a kommunista hatalomátvétel után ún. kényszernyugdíjazás áldozata lett. Ez az intézkedés meghatározta élete későbbi alakulását, és végérvényesen a tudomány mellőzött, agyonhallgatott kutatója lett.

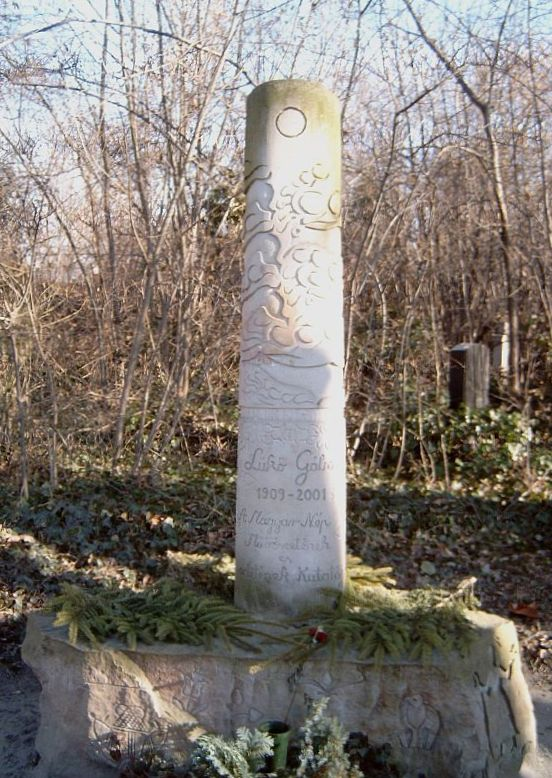
Lükő Gábor sírja Budapesten. Kerepesi temető: 33/1-1.

Politikai népszerűtlenségéhez munkáinak más tudósokat, áramlatokat (név nélkül, de felismerhetően) kritizáló, enyhén ironikus megjegyzései is hozzájárulhattak (ld. itt); de az is, hogy körülbelül egy nemzedékkel megelőzte korát: több fő gondolata (például a szemiotika eredményeinek a néprajzban való alkalmazása) csak a skandináv, prágai és egyéb nyugati eredetű néprajzi iskolák hatására terjedt el itthon és lett általánosan elfogadott (noha Lükő tőlük függetlenül dolgozott és ért el eredményeket). Fő művét megjelenése idején teljes csend, gyanakvás fogadta, egyetlen jelentősebb recenzió sem jelent meg róla. 2001-ben Kossuth-díjjal tüntették ki.

## Fő műve
A Magyar lélek formái négy fejezetre oszlik, első része a népköltészet és népművészet azonosnak bizonyuló jelképeinek ismertetése, a második rész a művészi térérzékelés és -ábrázolás egyes problémáit boncolgatja, a harmadik rész a népzenével foglalkozik, a negyedikben a népművészet technikai kérdéseivel.

## Könyvei
Legfontosabb önálló kötetei:
- A magyar lélek formái (Bp., 1942, 1987,[5] 2001[6])
- A moldvai csángók I. (A csángók kapcsolatai az erdélyi magyarsággal) (Bp.; 1936, 2002)
- Zenei anyanyelvünk (Bp., 2003)
- Hímfi és a szarvas (Bp., 2004)
- Hortobágyi pásztorművészet (Debrecen, 1940)
- Kiskunság régi képfaragó és képmetsző művészete (Kecskemét, 1983)

## Díjai, elismerései
- Bethlen Gábor-díj (1992)[7]
- Kossuth-díj (2001)